# Padrão dos Descobrimentos
O Padrão dos Descobrimentos (ou Monumento aos Descobrimentos; ou Monumento aos Navegantes) localiza-se na freguesia de Belém, na cidade e Distrito de Lisboa, em Portugal. A conceção arquitetónica é de Cottinelli Telmo e as esculturas são de Leopoldo de Almeida.
Em posição destacada na margem direita do rio Tejo, o monumento original, em materiais perecíveis, foi erguido em 1940 por ocasião da Exposição do Mundo Português para homenagear as figuras históricas envolvidas nos Descobrimentos portugueses. A réplica atual, em betão e pedra, é posterior, tendo sido inaugurada em 1960.

## História

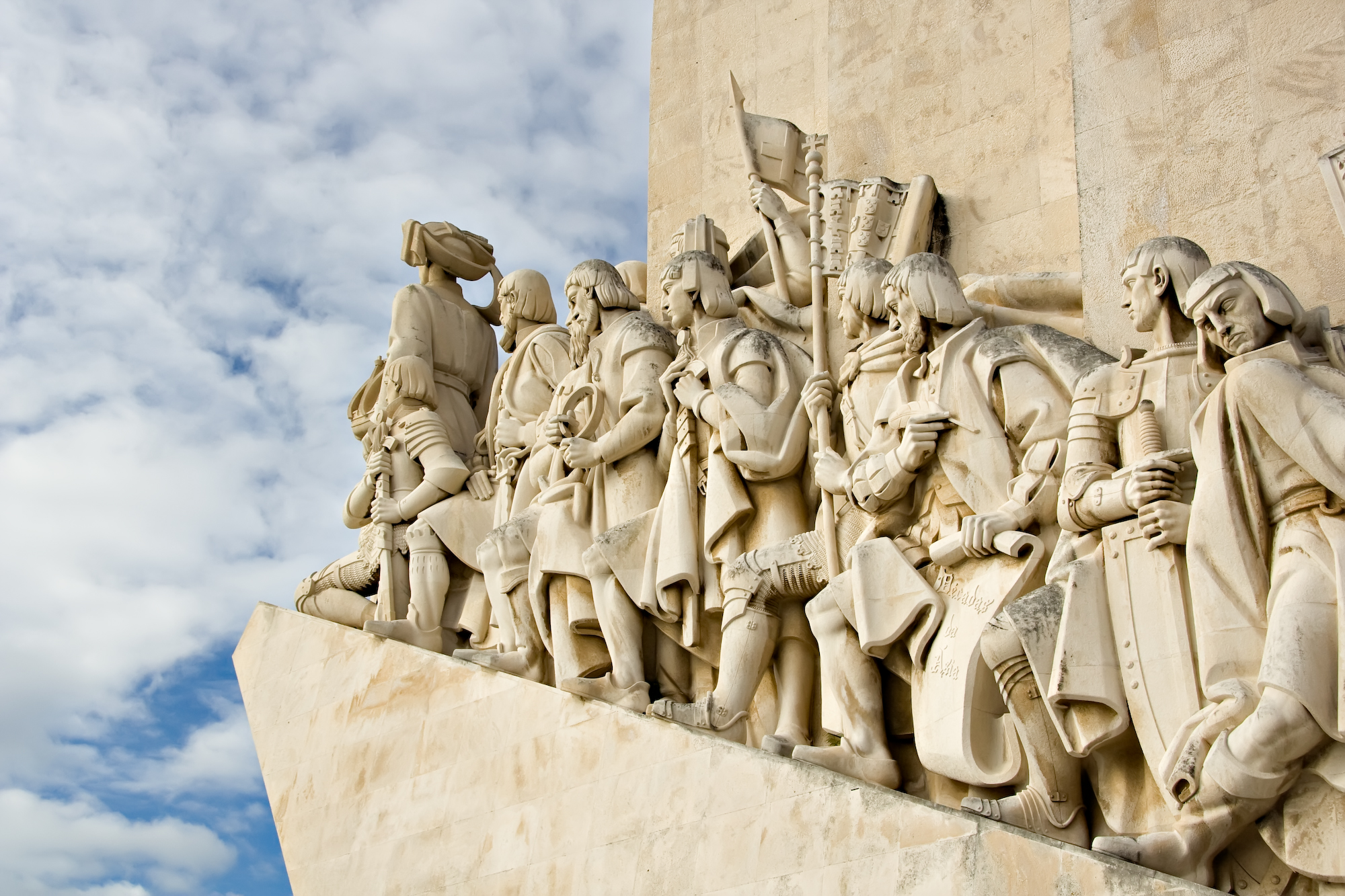
Parte este do monumento, com remate onde avulta a figura majestosa do Infante D. Henrique

O monumento foi pensado inicialmente por Cottinelli Telmo como uma homenagem ao Infante D. Henrique, na sequência de vários projetos e concursos para Sagres, realizados ao longo dos anos sem que nenhum chegasse a ser construido. Por ocasião da Exposição do Mundo Português, 1940 — de que Cottinelli Telmo foi arquiteto-chefe —, transformou-se em Padrão dos Descobrimentos, celebrando não apenas o Infante mas também os seus colaboradores e seguidores. Concebido por Cottinelli Telmo e pelo escultor Leopoldo de Almeida (autor da estatuária) para essa grande exposição, o monumento inicial foi realizado no curto espaço de tempo de oito meses. Feito de materiais perecíveis, foi desmontado em 1958 e reconstruido nos anos imediatos, em betão e pedra de lioz, por decisão de Salazar que, por ocasião do 5.º centenário do Infante, contrariou o resultado de mais um concurso henriquino para Sagres (ganho em 1955 por um projeto notável de uma equipa formada por João Andresen, Barata Feyo e Júlio Resende). O Padrão dos descobrimentos seria erguido no local de implantação original, em Belém, com orçamento inferior ao desse concurso.
Considerado uma peça emblemática da Exposição do Mundo Português, "o grito da exposição e uma síntese do nosso passado glorioso" (roteiro da época), o Padrão dos Descobrimentos foi amplamente elogiado (Fernando de Pamplona, Ocidente, 1941; Costa Lima, Brotéria; etc.), mesmo por vozes dissonantes como a de Adriano de Gusmão (O Diabo, 16-11-1940), que já nessa ocasião desejou, como outros, vê-lo "para sempre transposto para o mármore ou granito". Erguido em definitivo algo fora de tempo, esteticamente desfasado da evolução das artes nos vinte anos entretanto decorridos, o monumento atual foi inaugurado em 1960, no contexto das comemorações dos quinhentos anos da morte do Infante D. Henrique.
Em 1985 o interior foi remodelado, dotando o Padrão de um miradouro, auditório e salas de exposições. O Padrão foi então inaugurado como Centro Cultural das Descobertas.
Em 28 de junho de 2023 foi publicado em Diário da República a abertura do processo de classificação do Padrão dos Descobrimentos, incluindo a Rosa-dos-Ventos a Monumento Nacional.
Atualmente, apresenta um programa regular de exposições temporárias e promove o debate em torno das temáticas coloniais que invoca.

## Características
O monumento inspira-se nos antigos Padrões Portugueses, marcos de pedra instalados no descobrimento, ao mesmo tempo que remete a forma de uma caravela estilizada, com três grandes velas que se prolongam num bloco central, vertical, decorado de ambos os lados com baixos-relevos representando a bandeira de D. João I. Sobre a entrada, a espada da Casa Real de Avis. D. Henrique, o Navegador, ergue-se à proa, com uma caravela na mão direita e um mapa na esquerda. Em duas filas descendentes, de cada lado do monumento, estão as estátuas de portugueses notáveis ligados aos descobrimentos entre os quais navegadores, guerreiros, frades, cientistas, homens da cultura (Nuno Gonçalves com uma paleta; Camões segurando Os Lusíadas). A inspiração das figuras radica-se no histórico políptico de Nuno Gonçalves e no «classicismo austero» proposto por Francisco Franco no seu Monumento a Gonçalves Zarco (Funchal; 1927), de que Leopoldo de Almeida não se desviou, cumprindo e consolidando os princípios academizantes da estatuária oficial do Estado Novo, a «idade de ouro da escultura portuguesa» segundo António Ferro (1949).
No interior do monumento, que hoje acolhe o Centro Cultural das Descobertas, existem, no piso inferior, um auditório com 101 lugares e duas salas de exposição. O piso superior dispõe de quatro dependências retangulares e, no topo, localiza-se um miradouro de onde se descortina um belo panorama de Belém e do rio Tejo.

### Rosa dos Ventos

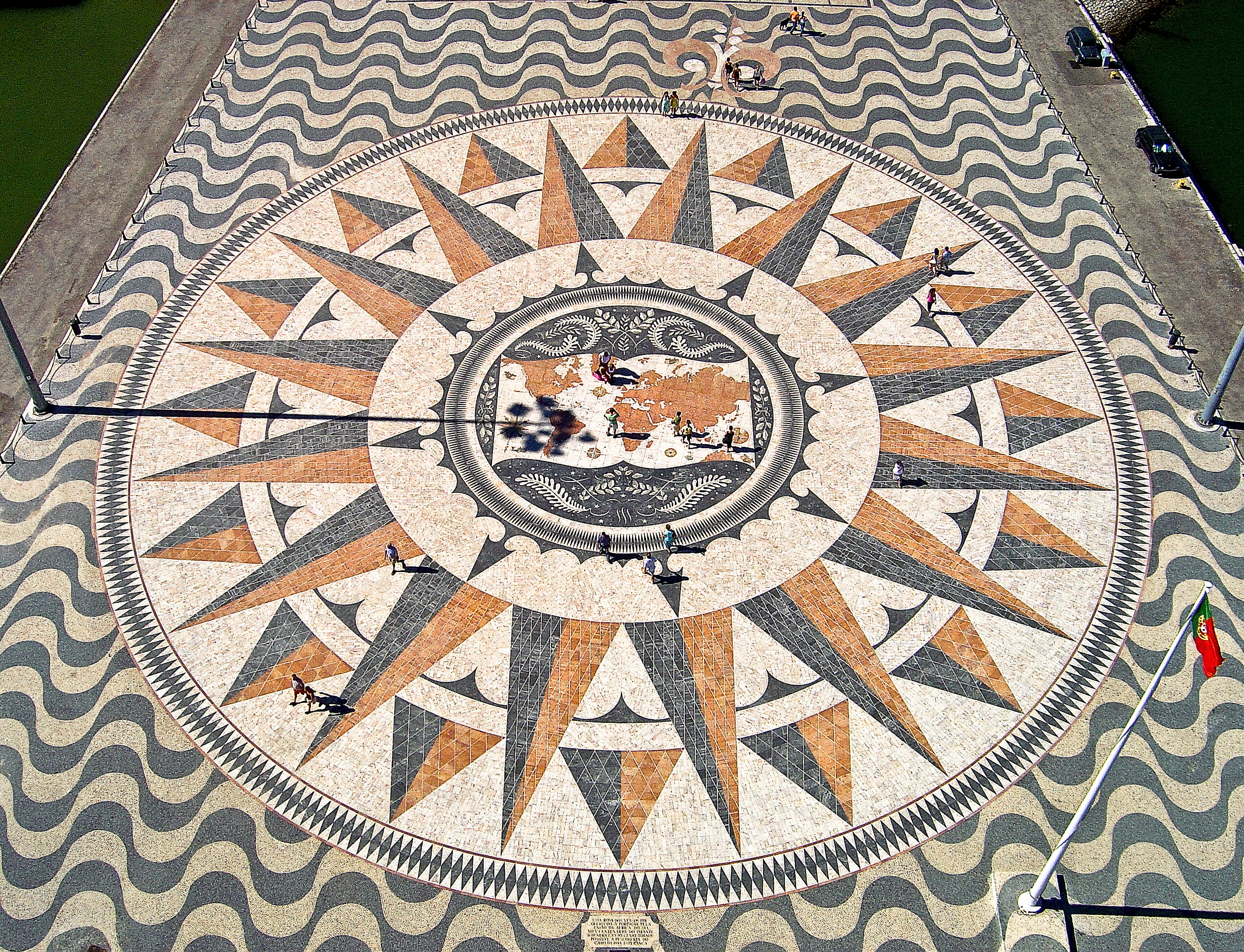
Rosa dos ventos vista a partir do topo do monumento

No chão do espaço fronteiro a norte do monumento encontra-se representada uma rosa dos ventos de 50 metros de diâmetro, desenhada no atelier do arquiteto Luís Cristino da Silva e oferecida pela África do Sul em 1960. Ao centro encontra-se um planisfério de 14m de largura, decorado com elementos vegetalistas, rosas-dos-ventos, bufões, uma sereia, um peixe fantástico e Neptuno com tridente e trombeta montado num ser marinho. "Datas, naus e caravelas marcam as principais rotas da expansão portuguesa, entre os séculos XV e XVI".

### Características técnicas[8]
- Altura – 56m; Largura – 20m; Comprimento – 46m; fundações com 20 m de profundidade.
- Materiais: estrutura em betão armado, revestida a calcário rosal de Leiria; esculturas em cantaria de calcário de Sintra; ferro, portadas de vidro e de madeira.

### Estatuária
Para além da estátua principal do Infante Dom Henrique, o Navegador, segurando um modelo de uma caravela, de ambos os lados das rampas do monumento há um total de 32 figuras da história dos 
descobrimentos, especificamente (da esquerda para a direita):
- Lado Leste (figuras rotuladas)
- O Infante D. Henrique
- Lado Oeste (figuras rotuladas)

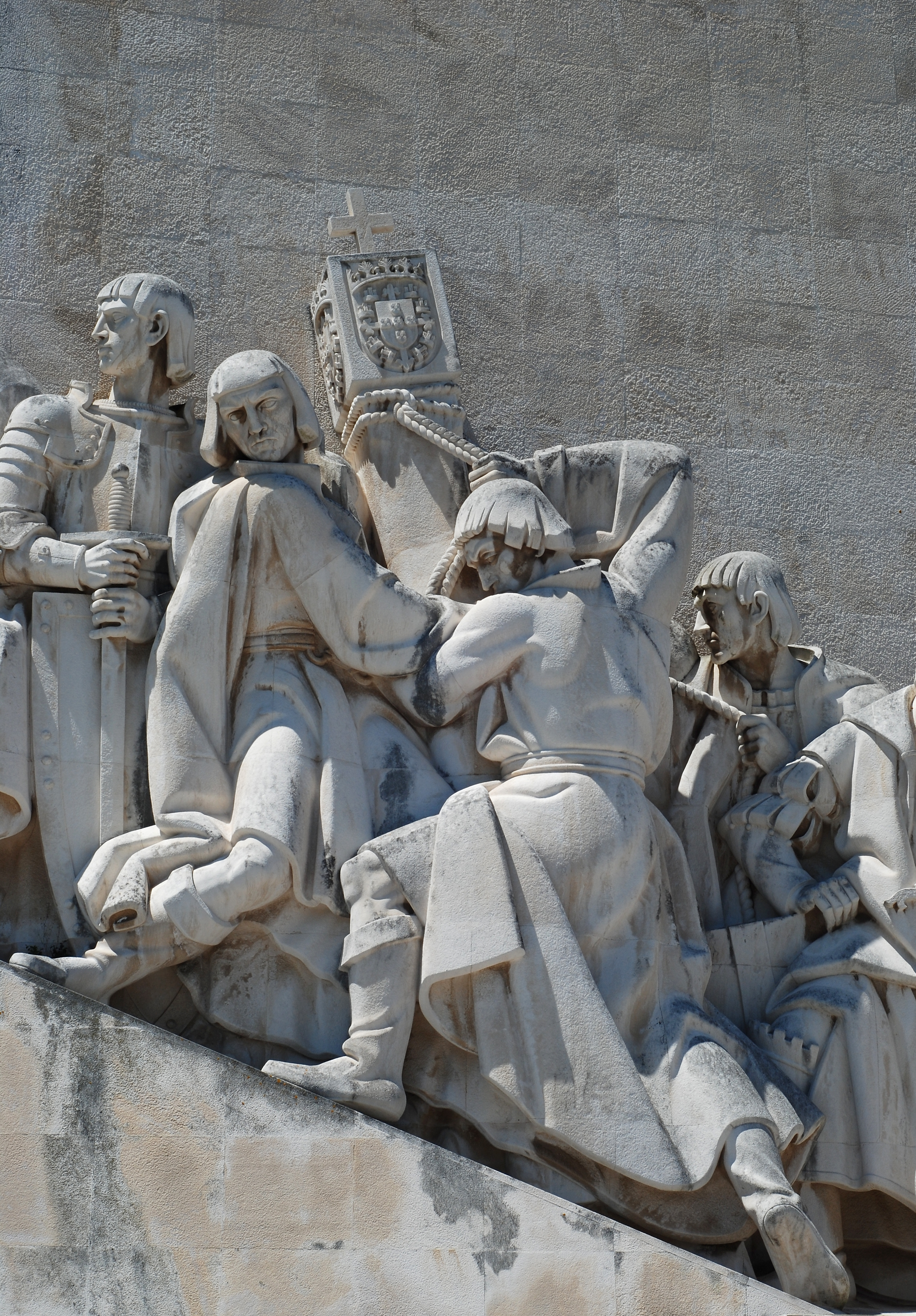
Lado Este – detalhe mostrando Estêvão da Gama (extrema esquerda) e António de Abreu (extrema direita), Bartolomeu Dias (centro esquerda) e Diogo Cão (centro direita) levantando um padrão.

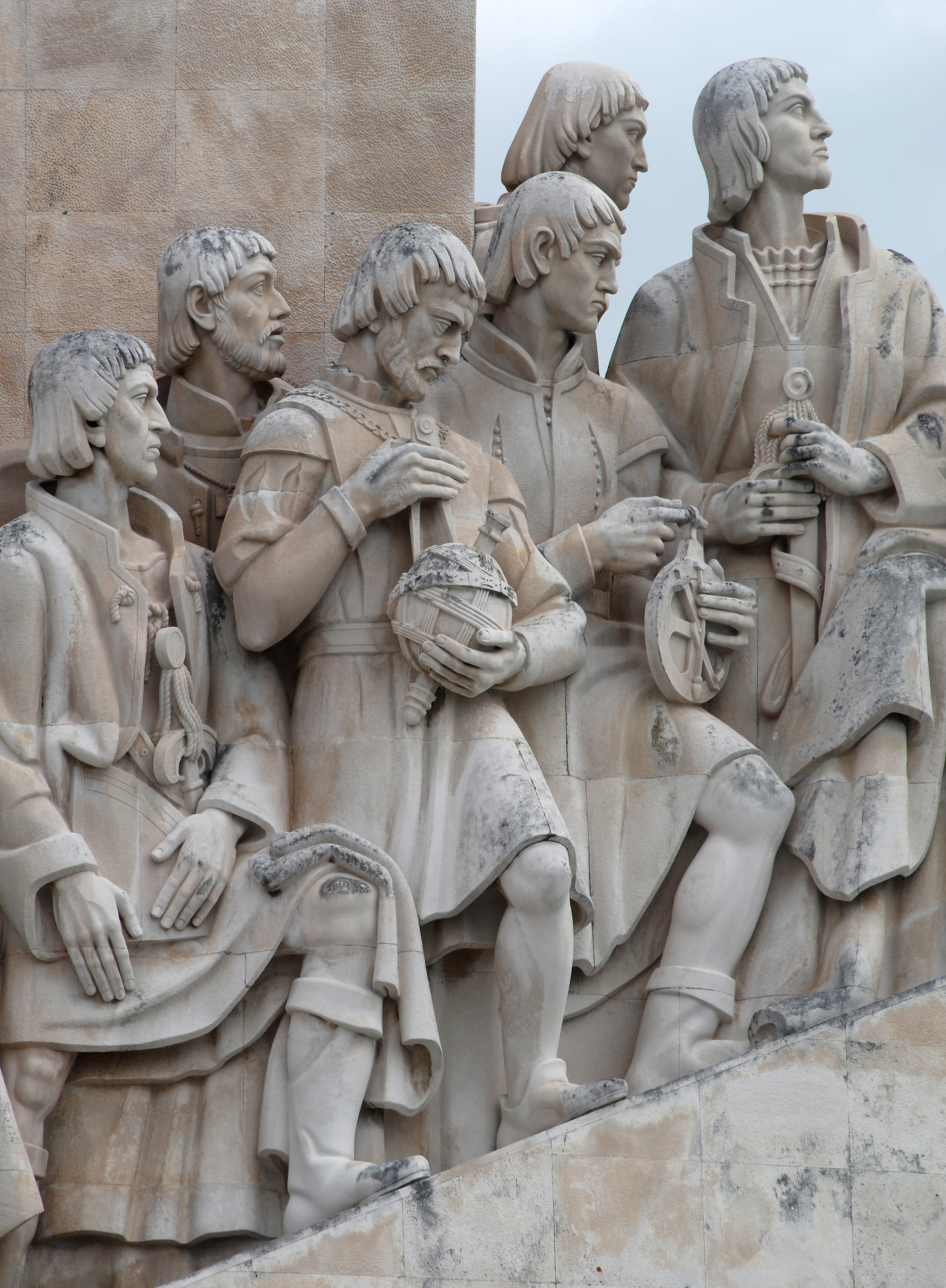
Lado oeste – detalhe mostrando Pedro Nunes segurando uma esfera armilar (centro). À sua esquerda, Jácome de Maiorca e Pêro Escobar; à sua direita, Pêro de Alenquer, Gil Eanes e João Gonçalves Zarco.

| Lado Leste - Afonso V de Portugal (rei de Portugal) - Vasco da Gama (descobridor do caminho marítimo para a Índia) - Afonso Gonçalves Baldaia (navegador) - Pedro Álvares Cabral (descobridor do Brasil) - Fernão de Magalhães (primeiro a circum-navegar o globo) - Nicolau Coelho (navegador) - Gaspar Corte Real (navegador) - Martim Afonso de Sousa (navegador) - João de Barros (cronista) - Estêvão da Gama (capitão) - Bartolomeu Dias (descobridor do Cabo da Boa Esperança) - Diogo Cão (primeiro a chegar ao rio Congo) - António de Abreu (navegador) - Afonso de Albuquerque (segundo vice-rei da Índia) - São Francisco Xavier (santo missionário) - Cristóvão da Gama (capitão) | Lado Oeste - Infante Pedro, Duque de Coimbra (filho do rei João I de Portugal) - Filipa de Lencastre (rainha de Portugal, mãe do Infante D. Henrique) - Fernão Mendes Pinto (explorador e escritor) - Gonçalo de Carvalho (missionário dominicano) - Henrique de Coimbra (missionário franciscano) - Luís de Camões (o poeta autor de Os Lusíadas) - Nuno Gonçalves (pintor) - Gomes Eanes de Zurara (cronista) - Pêro da Covilhã (viajante) - Jácome de Maiorca (cartógrafo) - Pêro Escobar (piloto) - Pedro Nunes (matemático) - Pêro de Alenquer (piloto) - Gil Eanes (navegador) - João Gonçalves Zarco (navegador) - Fernando, o Infante Santo (beato, filho do rei João I de Portugal) |

Estatuária
- Infante D. Henrique
- D. Fernando, o Infante Santo
- João Gonçalves Zarco
- Pêro de Alenquer
- Gil Eanes
- Pedro Nunes
- Pêro Escobar
- Jácome de Maiorca
- Pêro da Covilhã
- Gomes Eanes de Zurara
- Nuno Gonçalves
- Luís de Camões
- Frei Henrique de Coimbra
- Frei Gonçalo de Carvalho
- Fernão Mendes Pinto
- Infante D. Pedro, Duque de Coimbra
- D. Filipa de Lencastre
- D. Afonso V
- Vasco da Gama
- Afonso Gonçalves Baldaia
- Pedro Álvares Cabral
- Fernão de Magalhães
- Nicolau Coelho
- Gaspar Corte-Real
- Martim Afonso de Sousa
- João de Barros
- Estêvão da Gama
- Bartolomeu Dias
- Diogo Cão
- António de Abreu
- Afonso de Albuquerque
- São Francisco Xavier
- Cristóvão da Gama